# Ballydehob
Ballydehob (en irlandès Béal an Dá Chab que vol dir "boca de dos guals") és una vila al comtat de Cork, a la província de Munster. Es troba a la regió de Cork Oest.

## Història
En les albors de l'edat de bronze (2200-600 aC), el coure s'extreia de Mount Gabriel, a l'oest del llogaret. Els celtes van arribar en algun moment posterior i diversos clans van lluitar pel domini, fins a l'eventual aparició dels McCarthy i O'Mahonys com a governants de la regió. Una cadena de castells al llarg de la costa són bona prova de la seva força i de la importància estratègica d'aquesta zona. El castell de Kilcoe va ser plaça forta més occidental de McCarthy i el seu únic punt de suport costaner, és probablement el castell millor conservat castell de Cork Oest, que en els últims anys estat restaurat per l'actor Jeremy Irons.
En 1602 els soldats dirigits per Sir George Carew, Senyor President de Munster, baixaren a la zona en un intent reeixit per trencar el poder dels caps gaèlics. El seu pas per Cork Oest es descriu a "Pacata Hibernia" per Thomas Stafford.
El segle xvii va veure una afluència de colons, principalment d'Anglaterra, però un nombre significatiu eren protestants (hugonots) fugits de la persecució a la catòlica França. Els Swantons de Norfolk van sorgir com la família més prominent a la localitat, i pel segle xviii havien aconseguit canviar el nom de Ballydehob a Swanton's Town.
Cap al 1820 s'hi desenvolupà novament la mineria del coure. La mina Cappagh, la més productiva de la zona, va ser finançada per Lord Audley, la seva xemeneia de 20 metres va sobreviure fins a febrer de 2002, quan va ser destruïda per un llamp. Una característica interessant de la mineria d'aquesta època va ser la introducció a Ballydehob d'una guàrdia de policia i casernes, uns 6 anys abans de la primera força policial de Londres. Per la dècada de 1840 la població de la zona havia augmentat a gairebé 20.000 habitants. Després va sobrevenir el desastre de la Gran Fam Irlandesa, devastadora a Ballydehob i a tot Cork Oest. Milers de persones van morir i milers més van emigrar. Entre 1841 i 1851 la població de la zona es va reduir en un 42%, un descens molt més alt que la mitjana nacional.
En la dècada de 1880 enmig de la creixent agitació per la reforma de la terra, la branca Ballydehob del Lliga Nacional de la Terra d'Irlanda va organitzar una visita d'Anna Parnell, germana de Charles Stewart Parnell, per fer front a una reunió pública sobre el tema, el que es va dur a terme al camp on hi és actualment l'escola de Santa Brígida, i és commemorat per una placa.

## Agermanaments
- Cléden-Cap-Sizun (Kledenn-ar-C'hab)

## Personatges
- Danno O'Mahony